# Madras (Oregon)
Madras  ist eine Stadt in den USA und liegt im Jefferson County, Oregon dessen Bezirksverwaltungssitz sie auch ist. Das U.S. Census Bureau hat bei der Volkszählung 2020 eine Einwohnerzahl von 7.456 ermittelt.
Ursprünglich wurde der Ort nach dem Tal, in dem er liegt, „The Basin“ genannt. Die Entstehungsgeschichte des Namens Madras für die Stadt ist nicht eindeutig geklärt.

## Geschichte
1911 erhielt Madras das Stadtrecht. Im Zweiten Weltkrieg wurde für das  Army Air Corps ein Flugplatz gebaut, der zur Ausbildung von Piloten für die Boeing B-17 Flying Fortress sowie die Bell P-63 Kingcobra diente.

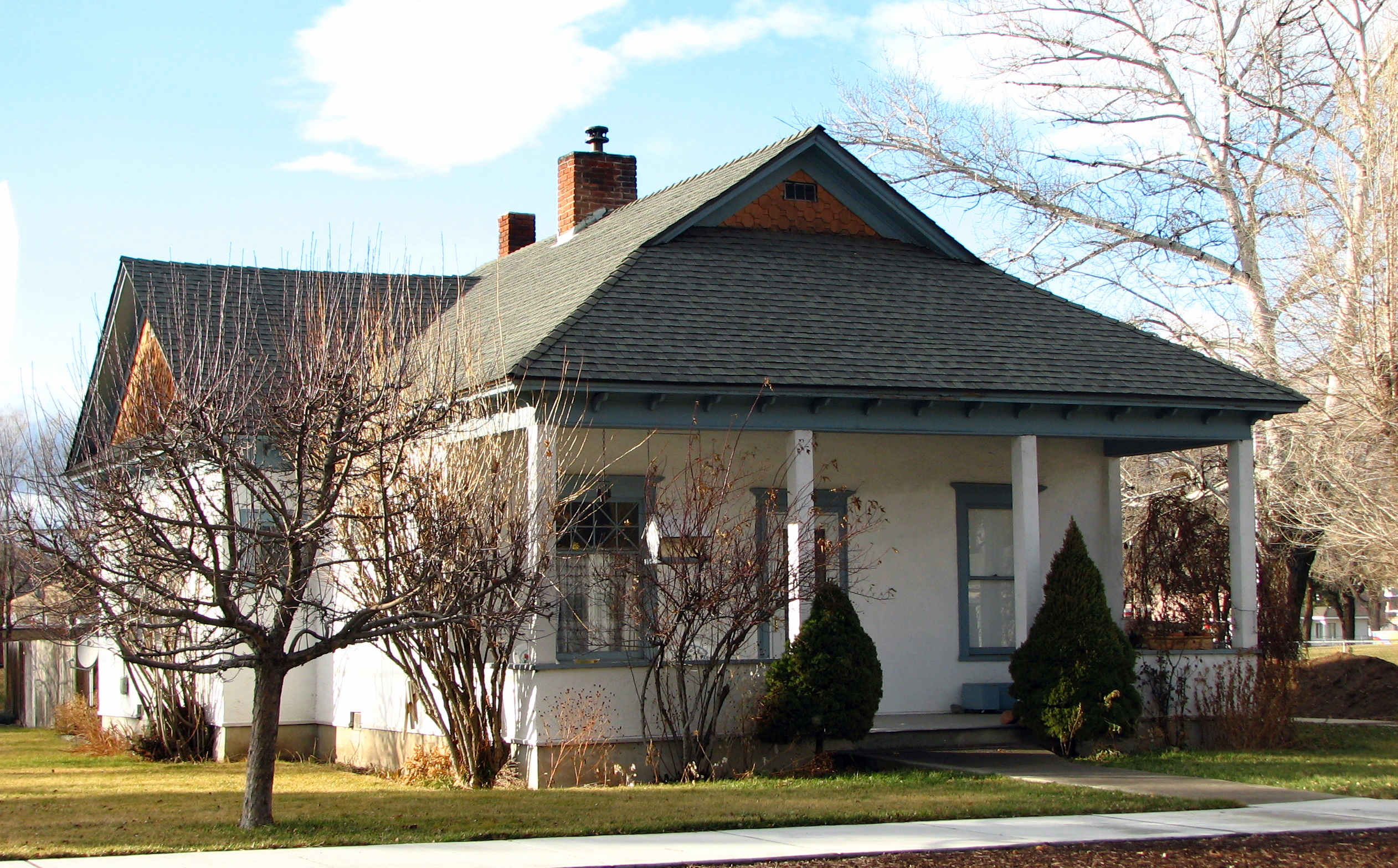
Max and Ollie Lueddemann House (2010)

Der National Park Service führt für Madras ein 58 Haus im National Register of Historic Places an (Stand 16. Januar 2019), das Max and Ollie Lueddemann House.

## Verkehr

### Straße
Madras liegt an einer Kreuzung des in Ost-West-Richtung verlaufenden U.S. Highway 26 und des in Nord-Süd-Richtung verlaufenden U.S. Highway 97.

### Bahn
Eine Eisenbahnlinie der BNSF passiert die Stadt in Nord-Süd-Richtung.

### Luft
Die Stadt verfügt mit dem ca. 6 km nordwestlich gelegenen Madras Municipal Airport (IATA: MDJ, FAA LID: S33) über einen Flugplatz für die Allgemeine Luftfahrt. Dieser beherbergt eine Sammlung historischer Flugzeuge, die bis 2013 in Tillamook (Oregon) im Tillamook Air Museum gezeigt wurde. Außerdem ist der Flugplatz jedes Jahr der Veranstaltungsort der  Airshow of the Cascades. Am westlichen Rand des Flughafens befinden sich mit dem Madras Speedway und dem Madras Dragstrip außerdem zwei Rennstrecken. Die Anbindung an kommerzielle Linienflüge erfolgt über den ca. 40 km südlich gelegenen Flughafen Roberts Field in Redmond (Oregon).

## Söhne und Töchter
- Jacoby Ellsbury – Spieler der Major League Baseball[4]
- River Phoenix (1970–1993) – Schauspieler[5]